# Язиковська сільська рада (Благоварський район)
Язико́вська сільська рада (рос. Языковский сельский совет) — муніципальне утворення у складі Благоварського району Башкортостану, Росія. Адміністративний центр — село Язиково.
Станом на 2002 рік існували Коб-Покровська сільська рада (село Коб-Покровка, присілки Домбровка, Старогорново, Топоринка, Хлібодаровка) та Язиковська сільська рада (село Язиково, присілок Узибаш, селище Зарічний).

## Населення
Населення — 8713 осіб (2019, 8040 у 2010, 7585 у 2002).

## Склад
До складу поселення входять такі населені пункти:
| Населений пункт        | Населення, осіб (2002) | Населення, осіб (2010) |
| ---------------------- | ---------------------- | ---------------------- |
| Домбровка, присілок    | 382                    | 388                    |
| Зарічний, присілок     | 99                     | 106                    |
| Коб-Покровка, село     | 558                    | 557                    |
| Старогорново, присілок | 18                     | 10                     |
| Топоринка, присілок    | 337                    | 322                    |
| Узибаш, присілок       | 220                    | 238                    |
| Хлібодаровка, присілок | 53                     | 51                     |
| Язиково, село          | 5918                   | 6368                   |